# Tour de parole
Pour les articles homonymes, voir Parole (homonymie).
Un tour de parole est, en sociolinguistique et en pragmatique, une notion désignant la possibilité dont bénéficie un interlocuteur de prendre la parole dans le cadre d'une conversation. La distribution des tours de parole est régie par des normes sociales et contextuelles qui ont été étudiées, notamment, par la sociologie interactionniste. La conversation téléphonique, par exemple, interdit les silences trop longs durant l'interaction, ce qui conduit à une définition plus stricte des tours de paroles.